# Le Sourire de Mona Lisa
Pour les articles homonymes, voir Mona Lisa.
Pour plus de détails, voir Fiche technique et Distribution.
Le Sourire de Mona Lisa (Mona Lisa Smile) est un film américain réalisé par Mike Newell et sorti en 2003.

## Synopsis
En 1953, Katherine Ann Watson (Julia Roberts), étudiante de 30 ans, vient tout juste d'obtenir un diplôme de l'université de Californie. Elle accepte alors le poste de professeur d'histoire de l'art au Wellesley College, une prestigieuse université d'arts libéraux féminine conservatrice dans le Massachusetts. Dès le premier cours, Katherine découvre que toutes les élèves ont déjà lu le manuel en entier et connaissent le programme par cœur. Elle utilise alors ses cours pour leur présenter l'art moderne et orchestrer des débats comme la beauté de l'art. Katherine apprend à connaître ses élèves et cherche à ce qu'elles aspirent à autre chose que de se marier et d'être de bonnes épouses.
Betty Warren (Kirsten Dunst) est une élève très conservatrice qui ne dissimule pas ses opinions. Betty ne comprend pas pourquoi Katherine n'est pas mariée et insiste sur le fait qu'il y a des règles universelles concernant la beauté de l'art. Elle publie également des éditoriaux dans le journal de l'université, l'un d'entre eux dénonce l'infirmière de l'université, Amanda Armstrong (Juliet Stevenson), qui distribue des préservatifs aux étudiantes. Amanda est licenciée de l'école après cet éditorial. D'autres de ces éditoriaux attaquent Katherine en disant que les jeunes femmes doivent suivre le chemin qui leur est proposé et devenir de bonnes épouses et mères. Betty a hâte de se marier avec Spencer Jones (Jordan Bridges), mariage arrangé par ses parents, et ainsi échapper aux cours de Katherine, car l'une des traditions de l'université est de faire exception sur les absences des femmes mariées. Katherine, insiste sur le fait que Betty doit assister aux cours si elle ne veut pas être recalée, ce qui ne fait qu'amplifier les conflits entre les deux femmes.
Après un conflit à travers l'édito de Betty, Katherine consacre son cours à l'art contemporain, sur la publicité de l'époque : des femmes qui sont juste bonnes à servir les repas, présenter des objets publicitaires, même si elles sortent des meilleures universités du pays.
Connie Baker (Ginnifer Goodwin) commence à sortir avec Charlie, le cousin de Betty, mais cette dernière la persuade qu'il ne fait que jouer avec elle, puisque ses parents ont arrangé un mariage entre lui et Deb MacIntyre. Naïve et blessée, Connie rompt avec lui. Quelques semaines plus tard, Connie et Charlie se retrouvent et Charlie lui explique avoir décidé de ne pas se marier avec Deb. Connie comprend qu'elle est passée à côté de son histoire d'amour avec Charlie et en veut terriblement à Betty.
Joan Brandwyn (Julia Stiles) rêve de devenir avocate et est déjà en prépa de droit. Katherine l'encourage donc à passer le concours pour rentrer à l'Université Yale. Elle est acceptée, mais décide de refuser au profit de sa nouvelle vie avec son mari Tommy Donegal (Topher Grace). Katherine lui suggère de s'inscrire dans une autre université plus proche de son époux, afin de pouvoir servir le dîner de son mari à 7 heures du soir. Ce qui serait le gâteau plus la cerise au dessus. Joan indique qu'elle a fait le choix d'être une épouse et de fonder une famille. Elle dit à Katherine que choisir d'être une épouse et une mère ne la rend pas moins intelligente. La déception est dans les yeux de Katherine.
Giselle Levy (Maggie Gyllenhaal) a plusieurs amants et est plutôt libérale sur sa vision de la femme et de la sexualité. Elle admire Katherine pour ses idées et son envie d'indépendance pour elle et ses élèves. Elle est souvent en hostilité avec Betty, car leurs idées divergent. Betty se montre même méprisante envers elle, sans se douter qu'elles vont finir par devenir amies.
Katherine rompt les fiançailles avec son petit ami de Californie car ils ne sont pas sur la même voie, puis elle commence à fréquenter le professeur d'italien de Wellesley, Bill Dunbar (Dominic West). Bill est un charmeur et raconte à Katherine plein d'histoires sur son voyage en Europe et ses actions héroïques pendant la Seconde Guerre mondiale en Italie. Il a également des liaisons avec les étudiantes, notamment Giselle, mais promet à Katherine que cela n'arrivera plus. Leur relation progresse, mais Katherine décide de rompre avec lui quand elle apprend qu'il lui a menti et qu'il n'est jamais allé en Europe. Bill affirme alors que Katherine n'est pas venue à Wellesley pour montrer la voie aux étudiantes, mais pour leur montrer sa voie.
Après six mois le mariage de Betty s'effondre quand elle apprend que Spencer la trompe, et que sa propre mère refuse de la soutenir. Cette dernière reconnaît que c'est chose courante et que toute épouse doit accepter ce fait. Betty rend visite à Katherine et, sous ses conseils, remplit des papiers pour le divorce et cherche un appartement dans Greenwich Village, à Manhattan. Quand Betty fait face à sa mère qui a découvert ce qu'elle a fait, elle lui révèle sa frustration éprouvée lorsque celle-ci ne l'a pas soutenue quand elle est venue lui demander de l'aide face à l'adultère de Spencer, et que la seule personne qui s'inquiétait pour elle était Katherine. Betty annonce qu'elle a décidé de faire sa vie seule, qu'elle a passé le concours de Yale et va emménager avec Giselle.
Les cours de Katherine étant très populaires, elle est invitée à une deuxième année à l'école, cependant sous certaines conditions : elle doit suivre le programme établi, donner le sien à l'avance afin qu'il soit approuvé voire retouché, garder une relation strictement professionnelle avec les autres membres de l'école, et ne pas parler aux étudiantes en dehors des cours.
Katherine décide alors de partir en Europe. Betty dédie son dernier éditorial à Katherine, disant que la professeure est une femme extraordinaire dont la vie est un exemple et qui a invité les étudiantes à voir le monde d'un autre œil. Alors que le taxi de Katherine part de l'école, toutes les étudiantes la suivent à vélo et Betty peine à rester à hauteur du taxi, comme pour remercier une dernière fois Katherine d'avoir changé leur vie.
Pendant le générique de fin, des publicités de l'époque montent ce que la femme devait faire : « pour la rendre plus heureuse le matin de Noël : offrez lui un aspirateur ».

## Fiche technique
Sauf indication contraire, les informations mentionnées dans cette section peuvent être confirmées par la base de données cinématographiques IMDb,  présente dans la section « Liens externes ».
- Titre français : Le Sourire de Mona Lisa
- Titre original : Mona Lisa Smile
- Réalisation : Mike Newell
- Scénario : Lawrence Konner, Mark Rosenthal
- Casting : Ellen Chenoweth, Susie Farris
- Direction artistique : Patricia Woodbridge
- Décors : Jane Musky
- Costumes : Michael Dennison
- Maquillage : Carla Antonino, Joseph Farulla, Heidi Kulow, Christine Leiter, Kerrie R. Plant, Joe Rossi
- Photographie : Anastas N. Michos (de) et Daniel Moder (seconde équipe)
- Montage : Mick Audsley
- Musique : Rachel Portman
- Production : Elaine Goldsmith-Thomas, Deborah Schindler, Paul Schiff (en)
- Sociétés de production : Revolution Studios et Red Om Films
- Sociétés de distribution : Columbia Pictures (États-Unis), Columbia TriStar (France)
- Société d'effets spéciaux : Framestore CFC
- Budget de production : 65 000 000 $
- Pays de production :  États-Unis
- Langues originales : anglais, italien
- Format : Couleurs / Noir et blanc - 1,85:1 - DTS / Dolby Digital / SDDS - 35 mm
- Genre : drame
- Durée : 117 minutes
- Dates de sortie :
  -  États-Unis : 19 décembre 2003
  -  France : 21 janvier 2004

## Distribution
- Julia Roberts (VF : Céline Monsarrat) : Katherine Ann Watson
- Kirsten Dunst (VF : Marie-Eugénie Maréchal) : Betty Warren
- Julia Stiles (VF : Dorothée Pousséo) : Joan Brandwyn
- Maggie Gyllenhaal (VF : Nathalie Bienaimé) : Giselle Levy
- Ginnifer Goodwin (VF : Céline Mauge) : Connie Baker
- Dominic West (VF : Arnaud Arbessier) : Bill Dunbar
- Juliet Stevenson (VF : Emmanuèle Bondeville) : Amanda Armstrong
- Marcia Gay Harden (VF : Anne Deleuze) : Nancy Abbey
- John Slattery (VF : Luc Mitéran) : Paul Moore
- Marian Seldes : la présidente Jocelyn Carr
- Donna Mitchell (VF : Blanche Ravalec) : Hortense Warren, la mère de Betty
- Terence Rigby (VF : Michel Prud'homme) : Pr Edward Staunton
- Laura Allen : Susan Delacorte
- Topher Grace (VF : Cédric Dumond) : Tommy Donegal
- Jordan Bridges (VF : David Krüger) : Spencer Jones
- Ebon Moss-Bachrach (VF : Axel Kiener) : Charlie Stewart
- John Scurti (en) (VF : Jacques Bouanich) : Stanley « Stan » Sher
- Lisa Roberts Gillan : Miss Albini
- Tori Amos : chanteuse
- Lily Rabe : une étudiante en histoire de l'art
- Krysten Ritter : une étudiante en histoire de l'art

Source et légende : version française (VF) sur Voxofilm

## Production

### Tournage
Le tournage a lieu dans le véritable Wellesley College pendant une semaine. Le reste des prises de vues a lieu à Parker dans l'Arizona, dans l'État de New York (Putnam Valley, Yonkers, Tarrytown) et notamment New York (Université Columbia, Bronx Community College, Brooklyn...), dans le Connecticut (New Haven), en Californie (San Francisco, Oakland) et dans le New Jersey (Glen Ridge)